# مسجد عابدين (ترغكانو)
مسجد عابدين هو مسجد الدولة القديم الملكي في اقليم ترغكانو الذي بناه السلطان زين العابدين الثاني بين أعوام (1793 - 1808)، المسجد يعرف أيضا باسم المسجد الأبيض أو المسجد الكبير، يقع المسجد في مدينة كوالا ترغكانو في اقليم ترغكانو في ماليزيا، يقع الضريح الملكي القديم بالقرب من المسجد.

## التجديد
في عهد السلطان عمر تم استبدال جدران مسجد عابدين بجدران مصنوعة من الطوب، وتم بناء ثلاثة أعمدة مستديرة وثلاث مآذن، وخضع المسجد للتحديث مؤخراً وذلك ليكون قادرا على استيعاب نحو 2500 مصلي في وقت وصلاة واحدة، هناك الكثير من المنقوشات على أبواب المسجد منقوش عليها آيات من القرآن الكريم .

## الضريح الملكي
من بين أفراد العائلة المالكة الذين دفنوا في المسجد من السلاطين :
- السلطان زين العابدين الثالث .
- السلطان سليمان شاه علم .
- السلطان علي شاه .
- السلطان إسماعيل ناصر الدين شاه .

### قبور الملكات
يوجد في الضريح الملكي بالإضافة لقبور السلاطين قبر الملكة تنكو تينغا زهارا .